# Juandel Bueno
Juandel Bueno (* 22. Januar 1998) ist ein dominikanischer Leichtathlet, der sich auf den Dreisprung spezialisiert hat und aktuell Inhaber des Landesrekordes ist.

## Sportliche Laufbahn
Erste internationale Erfahrungen sammelte Juandel Bueno im Jahr 2023, als er bei den Zentralamerika- und Karibikspielen in San Salvador mit einer Weite von 16,10 m den fünften Platz im Dreisprung belegte. Im Jahr darauf belegte er bei den Ibero-Amerikanischen Meisterschaften in Cuiabá mit 15,92 m den siebten Platz.
In den Jahren 2021 und 2023 wurde Bueno dominikanischer Meister im Dreisprung.